# 人民民主運動 (蒙特塞拉特)
人民民主運動（英語：People's Democratic Movement，缩写为PDM）是蒙特塞拉特的一個政黨。

## 历史
2014年4月30日，當時的蒙特塞拉特反對派領袖唐納森·羅密歐建立人民民主運動，以參加2014年的選舉。在選舉中，該黨贏得立法议会9個席位中的7個，成為執政黨。然而，2名黨員後來離開該黨加入反對派。在2019年的选举中，人民民主運動失去4个席位。

## 選舉結果
| 選舉年份 | 領袖          | 得票   | 得票率      | 議席  | +/–    | 政府   |
| -------- | ------------- | ------ | ----------- | ----- | ------ | ------ |
| 2014年   | 唐纳森·罗密欧 | 11,702 | 49.90（#1） | 7 / 9 | 新政黨 | 執政黨 |
| 2019年   | 保罗·刘易斯   | 5,969  | 29.92（#2） | 3 / 9 | ▼ 3    | 反對黨 |
| 2024年   | 保罗·刘易斯   | 5,739  | 28.95（#3） | 3 / 9 | ━ 0    | 反對黨 |